# Liste de musées en Bulgarie
Pour les autres articles nationaux ou selon les autres juridictions, voir Liste des musées par pays.
Cet article présente une liste non exhaustive de musées en Bulgarie, classés par oblast (région) puis par ville.

## Blagoevgrad

### Melnik
- Maison Kordopoulov (en)

## Bourgas
- Musée archéologique de Bourgas

### Nessebar
- Musée archéologique de Nessebar

## Gabrovo

### Gabrovo
- Etara

## Pazardjik

### Pazardjik
- Musée d'histoire de Pazardjik (en)

## Pernik

### Tran
- Musée de la poterie à Busintsi

## Pleven

### Pleven
- Galerie d'art Svetlin Rusev (en)[1]
- Musée historique régional de Pleven
- Musée du vin (en)
- Panorama de Pleven

## Plovdiv

### Plovdiv
- Musée de l'aéronautique de Plovdiv
- Musée ethnographique régional de Plovdiv
- Musée historique régional de Plovdiv (en)

## Roussé

### Roussé
- Maison de Calliope
- Musée historique régional de Roussé (en)
- Musée national des transports (en)

## Sofia-ville

### Sofia
- Galerie nationale d'art étranger (es)
- Galerie nationale des beaux-arts
- Musée archéologique national
- Église de Boyana
- Musée national d'histoire
- Musée national d'histoire militaire
- Musée national d'histoire naturelle
- Musée national polytechnique (en)
- Musée national la terre et les hommes (en)[2]

## Stara Zagora

### Stara Zagora
- Musée des bâtiments résidentiels du Néolithique de Stara Zagora

## Varna

### Devnya
- Musée des mosaïques de Devnya

### Varna
- Aquarium de Varna (es)
- Drazki, navire musée
- Galerie d'art de ville Boris Georgiev (en)
- Musée archéologique de Varna

## Vidin

### Vidin
- Krastata Kazarma (en)
- Musée historique de Vidin (en)

## Vratsa

### Kozlodouy
- Radetzky, navire musée